# 회색질

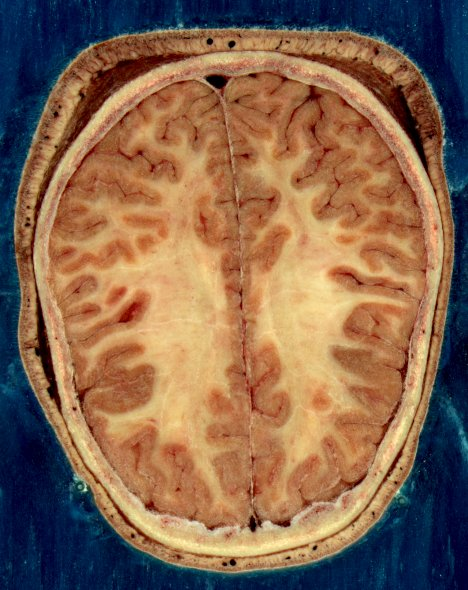
성인 남자의 뇌. 회색질과 백질이 보인다.

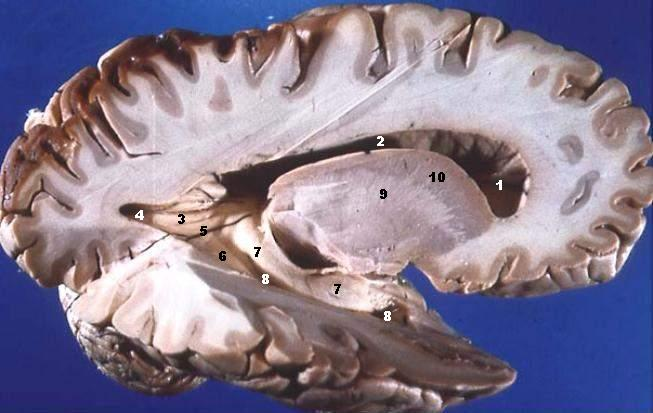
인간 뇌 횡단면. 회색질과 백질이 보인다.

회색질(灰色質, 라틴어: Substantia grisea, 독일어: graue Substanz, 영어: grey matter) 또는 회백질(灰白質)은 척추동물의 중추신경계에서 신경세포가 모여있어 육안으로 관찰할 시 회색으로 보이는 부분이다. 주로 뉴런의 신경세포체와 가지돌기, 무수신경돌기(neuropil)로 이루어져있다. 뇌에서는 바깥 표면에 분포하고 척수에서는 안쪽에 분포한다. 이와 반대로 신경섬유가 모여있어 흰색으로 보이는 부분을 백질이라 한다.
대부분의 회색질은 대뇌피질에 분포하고있다.